# Ahmad ibn Idris
Pour les articles homonymes, voir Alami.
 (juillet 2025).
Si vous disposez d'ouvrages ou d'articles de référence ou si vous connaissez des sites web de qualité traitant du thème abordé ici, merci de compléter l'article en donnant les références utiles à sa vérifiabilité et en les liant à la section « Notes et références ».
Ahmad Ibn Idris Laraichi Yamlahi al-Alami Hassani (1760-1837) est un soufi marocain, descendant de la Dynastie Idrisside. Il avait quitté le Maroc pourvu de titres et licences acquis à Fès, la cité du Savoir par excellence à son époque, et qui aussitôt arrivé à La Mecque eut une chaire à partir de laquelle il dispensa son enseignement à des musulmans provenant de diverses régions du globe, d’où son rayonnement un peu partout dans le monde : Arabie saoudite, Yémen, Égypte, Soudan, Libye, Bosnie-Herzégovine, Italie, Indonésie, Inde…